# Foremost (software)
Foremost é um programa de recuperação de dados forense para Linux usado para recuperar arquivos usando seus cabeçalhos, rodapés e estruturas de dados por meio de um processo conhecido como esculpimento de dados. Apesar de ser escrito para uso para aplicação da lei, ele está livremente disponível e pode ser usado como uma ferramenta de recuperação de dados geral.

## História
Foremost foi criado em março de 2001 para duplicar a funcionalidade do programa para DOS CarvThis para uso na plataforma Linux.   Foi originalmente escrito pelos agentes especiais Kris Kendall e Jesse Kornblum do Escritório de Investigações Especiais da Força Aérea dos Estados Unidos. Em 2005, o programa foi modificado por Nick Mikus, um pesquisador associado ao Centro para Estudos e Pesquisas de Segurança de Sistemas de Informação da Escola de Pós-graduação Naval como parte de uma tese de mestrado. Estas modificações incluíram melhorias à precisão e taxas de extração do Foremost.

## Funcionalidade
O Foremost foi projetado para ignorar o tipo do sistema de arquivos subjacente e ler e copiar porções diretamente da unidade na memória do computador. Ele pega estas porções por um segmento de cada vez e, usando um processo conhecido como esculpimento de arquivo, busca esta memória por um tipo de cabeçalho de arquivo que corresponda àqueles encontrados no arquivo de configuração do Foremost. Quando uma correspondência é encontrada, ele escreve este cabeçalho e os dados que o seguem em um arquivo, parando quando um rodapé é encontrado ou até que o limite do tamanho do arquivo seja alcançado.
O Foremost é usado a partir da interface de linha de comando, sem opção de interface gráfica de usuário disponível. Ele é capaz de recuperar tipos de arquivos específicos, incluindo jpg, gif, png, bmp, avi, exe, mpg, wav, riff, wmv, mov, pdf, ole, doc, zip, rar, htm, e cpp. Há um arquivo de configuração (normalmente encontrado em /usr/local/etc/foremost.conf) que pode ser usado para definir tipos de arquivo adicionais.
Foremost pode ser usado para recuperar dados de arquivos de imagem, ou diretamente de discos rígidos que usam os sistemas de arquivos ext3, NTFS ou FAT. Também pode ser usado por meio de um computador para recuperar dados de iPhones.
O FIDR recuperação de dados iPhone Free, foremost licenciado pela GPL, é destinado a recuperação de dados do iPhone.